# (11010) Artemieva
(11010) Artemieva est un astéroïde de la ceinture principale.

## Description
(11010) Artemieva est un astéroïde de la ceinture principale. Il fut découvert le 2 mars 1981 à l'Observatoire de Siding Spring par Schelte J. Bus. Il présente une orbite caractérisée par un demi-grand axe de 2,30 UA, une excentricité de 0,04 et une inclinaison de 6,6° par rapport à l'écliptique.